# 名鉄DB10形ディーゼル機関車
名鉄DB10形ディーゼル機関車（めいてつDB10がたディーゼルきかんしゃ）は、かつて名古屋鉄道で運用されたディーゼル機関車である。
1両（12）が存在した。

## 概要
1959年（昭和34年）加藤製作所製の小型ディーゼル機関車である。トヨタ自動車工業の私有車で、車籍は名古屋鉄道であった。車番が「12」となっているのは、トヨタ自動車の私有車のGB10形（10・11）の連番と推定される。
挙母線トヨタ自動車前駅からトヨタ自動車工業本社工場へ伸びる専用線で使用されたが、1975年（昭和50年）10月に廃車された。